# Championnat de Roumanie de football 1923-1924
Navigation
Saison précédente Saison suivante
La saison 1923-1924 du Championnat de Roumanie de football était la 12e édition de la première division roumaine.
Neuf clubs participent à la compétition, il s'agit des clubs champions de chacune des régions de Roumanie. Le championnat national est disputé sous forme de coupe à élimination directe. C'est le Chinezul Timișoara, double champion en titre, qui remporte de nouveau la compétition. C'est le 3e titre de champion de Roumanie de son histoire.

## Les 9 clubs participants
(entre parenthèses, la région d'appartenance du club)
- Societatea de Gimnastica Arad (Arad)
- Venus FC Bucarest (Bucarest)
- Brașovia Brașov (Brașov)
- Jahn Cernăuți (Cernăuți)
- Universitatea Cluj-Napoca (Cluj)
- Clubul Atletic Oradea (Oradea)
- Șoimii Sibiu (Sibiu)
- CFR-Muresul Târgu Mureș (Târgu Mureș)
- Chinezul Timișoara (Timișoara)

## Compétition

### Tour préliminaire
Un tour préliminaire a lieu pour déterminer le 8e qualifié pour la phase finale.
| Équipe 1                | Résultat | Équipe 2     |
| ----------------------- | -------- | ------------ |
| CFR-Muresul Târgu Mureș | 4 - 0    | Șoimii Sibiu |

La compétition a lieu sous forme de coupe, avec match simple. En cas de match nul, la rencontre est rejouée sur le terrain de l'équipe qui s'est déplacée lors du premier match.
|  | Quarts de finale              | Quarts de finale              | Quarts de finale        | Quarts de finale        |                        |                        | Demi-finales | Demi-finales | Demi-finales | Demi-finales |  |  | Finale              | Finale | Finale | Finale |
|  |                               |                               |                         |                         |                        |                        |              |              |              |              |  |  |                     |        |        |        |
|  |                               |                               |                         |                         |                        |                        |              |              |              |              |  |  | 17 août 1924 à Arad |        |        |        |
|  |                               |                               |                         |                         |                        |                        |              |              |              |              |  |  |                     |        |        |        |
|  | Clubul Atletic Oradea         | Clubul Atletic Oradea         | 0                       | 3                       |                        |                        |              |              |              |              |  |  |                     |        |        |        |
|  | Clubul Atletic Oradea         | Clubul Atletic Oradea         | 0                       | 3                       |                        |                        |              |              |              |              |  |  |                     |        |        |        |
|  | Universitatea Cluj-Napoca     | Universitatea Cluj-Napoca     | 0                       | 0                       |                        |                        |              |              |              |              |  |  |                     |        |        |        |
|  | Universitatea Cluj-Napoca     | Universitatea Cluj-Napoca     | 0                       | 0                       | Clubul Atletic Oradea  | Clubul Atletic Oradea  | 1            | 1            |              |              |  |  |                     |        |        |        |
|  |                               |                               |                         |                         | Clubul Atletic Oradea  | Clubul Atletic Oradea  | 1            | 1            |              |              |  |  |                     |        |        |        |
|  |                               |                               | Jahn Cernăuți           | Jahn Cernăuți           | 0                      | 0                      |              |              |              |              |  |  |                     |        |        |        |
|  | Jahn Cernăuți                 | Jahn Cernăuți                 | Jahn Cernăuți           | Jahn Cernăuți           | 0                      | 0                      | 3            | 3            |              |              |  |  |                     |        |        |        |
|  | Jahn Cernăuți                 | Jahn Cernăuți                 |                         |                         |                        |                        |              | 3            |              |              |  |  |                     |        |        |        |
|  | Brasovia Brasov forfait       | Brasovia Brasov forfait       | 0                       | 0                       |                        |                        |              |              |              |              |  |  |                     |        |        |        |
|  | Brasovia Brasov forfait       | Brasovia Brasov forfait       | 0                       | 0                       | Clubul Atletic Oradea  | Clubul Atletic Oradea  | 1            | 1            |              |              |  |  |                     |        |        |        |
|  |                               |                               |                         |                         | Clubul Atletic Oradea  | Clubul Atletic Oradea  | 1            | 1            |              |              |  |  |                     |        |        |        |
|  |                               |                               | Chinezul Timișoara (T)  | Chinezul Timișoara (T)  | 4                      | 4                      |              |              |              |              |  |  |                     |        |        |        |
|  | Chinezul Timișoara (T)        | Chinezul Timișoara (T)        | Chinezul Timișoara (T)  | Chinezul Timișoara (T)  | 4                      | 4                      | 2            | 2            |              |              |  |  |                     |        |        |        |
|  | Chinezul Timișoara (T)        | Chinezul Timișoara (T)        |                         |                         |                        |                        |              |              |              |              |  |  |                     |        |        |        |
|  | Societatea de Gimnastica Arad | Societatea de Gimnastica Arad | 0                       | 0                       |                        |                        |              |              |              |              |  |  |                     |        |        |        |
|  | Societatea de Gimnastica Arad | Societatea de Gimnastica Arad | 0                       | 0                       | Chinezul Timișoara (T) | Chinezul Timișoara (T) | 9            | 9            |              |              |  |  |                     |        |        |        |
|  |                               |                               |                         |                         | Chinezul Timișoara (T) | Chinezul Timișoara (T) | 9            | 9            |              |              |  |  |                     |        |        |        |
|  |                               |                               | CFR-Muresul Târgu Mureș | CFR-Muresul Târgu Mureș | 0                      | 0                      |              |              |              |              |  |  |                     |        |        |        |
|  | CRF-Muresul Târgu Mureș       | CRF-Muresul Târgu Mureș       | CFR-Muresul Târgu Mureș | CFR-Muresul Târgu Mureș | 0                      | 0                      | 3            | 3            |              |              |  |  |                     |        |        |        |
|  | CRF-Muresul Târgu Mureș       | CRF-Muresul Târgu Mureș       |                         |                         |                        |                        |              | 3            |              |              |  |  |                     |        |        |        |
|  | Venus FC Bucarest             | Venus FC Bucarest             | 1                       | 1                       |                        |                        |              |              |              |              |  |  |                     |        |        |        |
|  | Venus FC Bucarest             | Venus FC Bucarest             | 1                       | 1                       |                        |                        |              |              |              |              |  |  |                     |        |        |        |
|  |                               |                               |                         |                         |                        |                        |              |              |              |              |  |  |                     |        |        |        |

## Bilan de la saison
| Tableau d'Honneur                   |                    |
| Compétition                         | Vainqueur          |
| Championnat de Roumanie de football | Chinezul Timișoara |